# جاستین کلی
جاستین کلی (انگلیسی: Justin Kelly؛ زادهٔ ۷ مارس ۱۹۹۲) یک هنرپیشه اهل کانادا است.
از مجموعه‌های تلویزیونی که وی در آن‌ها نقش داشته است می‌توان به دگراسی : نسل بعدی و مجموعه تلویزیونی هادسون و رکس اشاره کرد.